# 리프트밸리주

리프트밸리주

리프트밸리주(Rift Valley Province)는 케냐에 존재했던 주로, 주도는 나쿠루였으며 면적은 173,854km2, 인구는 6,987,036명(1999년 인구 조사 기준)였다. 북쪽으로는 우간다와 남수단, 에티오피아, 남쪽으로는 탄자니아와 국경을 접하며 동쪽으로는 동부주, 남동쪽으로는 중부주, 나이로비주, 남서쪽으로는 서부주와 니안자주, 남쪽으로는 해안주와 접했다.
주 이름은 이 곳을 가르고 있는 동아프리카 지구대에서 유래된 이름이다. 케냐에서 면적이 가장 넓고 인구가 가장 많은 주였으며 주 북쪽에는 투르카나호가 있다.

## 행정 구역
36개 구를 관할했다.
- 바링고구
- 보메트구
- 부레티구
- 동포코트구
- 서포코트구
- 북포코트구
- 카지아도구
- 케이요구
- 케리초구
- 킵켈리온구
- 코이바테크구
- 동라이키피아구
- 서라이키피아구
- 북라이키피아구
- 로이토크토크구
- 마라크웨트구
- 몰로구
- 나이바샤구
- 나쿠루구
- 북나쿠루구 (수부키아구)
- 남난디구
- 북난디구
- 남나로크구
- 북나로크구
- 삼부루구
- 동삼부루구
- 북삼부루구
- 소티크구
- 동트란스은조이아구
- 서트란스은조이아구
- 트란스마라구
- 남투르카나구
- 북투르카나구
- 북우아신기슈구 (서엘도레트구)
- 남우아신기슈구 (동엘도레트구)
- 와렝구